# Cotachena aluensis
Cotachena aluensis là một loài bướm đêm trong họ Crambidae.